# Vacinuff Morrison
Vacinuff Morrison (19 de mayo de 1952) es un deportista británico que compitió en judo. Ganó una medalla de bronce en el Campeonato Europeo de Judo de 1973 en la categoría de –70 kg.
Participó en los Juegos Olímpicos de Montreal 1976, donde finalizó quinto en la categoría de –70 kg.

## Palmarés internacional
| Campeonato Europeo | Campeonato Europeo | Campeonato Europeo | Campeonato Europeo |
| Año                | Lugar              | Medalla            | Categoría          |
| ------------------ | ------------------ | ------------------ | ------------------ |
| 1973               | Madrid (España)    | Medalla de bronce  | –70 kg             |